# يوميات مربية
يوميات مربية (بالإنجليزية: The Nanny Diaries)‏ هو فيلم كوميدي دراما أمريكي من إخراج شاري سبرينجر بيرمان و روبرت بلوشي ومن بطولة سكارليت جوهانسون، لورا ليني، أليشيا كيز وكريس إيفانز، صدر الفيلم في 24 أغسطس 2007.

## روابط خارجية
يوميات مربية على موقع IMDb (الإنجليزية)
- يوميات مربية على موقع ميتاكريتيك (الإنجليزية)
- يوميات مربية على موقع روتن توميتوز (الإنجليزية)
- يوميات مربية على موقع نتفليكس (الإنجليزية)
- يوميات مربية على موقع قاعدة بيانات الأفلام العربية
- يوميات مربية على موقع ألو سيني (الفرنسية)
- يوميات مربية على موقع Turner Classic Movies (الإنجليزية)
- يوميات مربية على موقع أول موفي (الإنجليزية)
- يوميات مربية على موقع بوكس أوفيس موجو (الإنجليزية)
- يوميات مربية على موقع فيلمافينيتي (الإسبانية)